# Hamburg-Kirchwerder

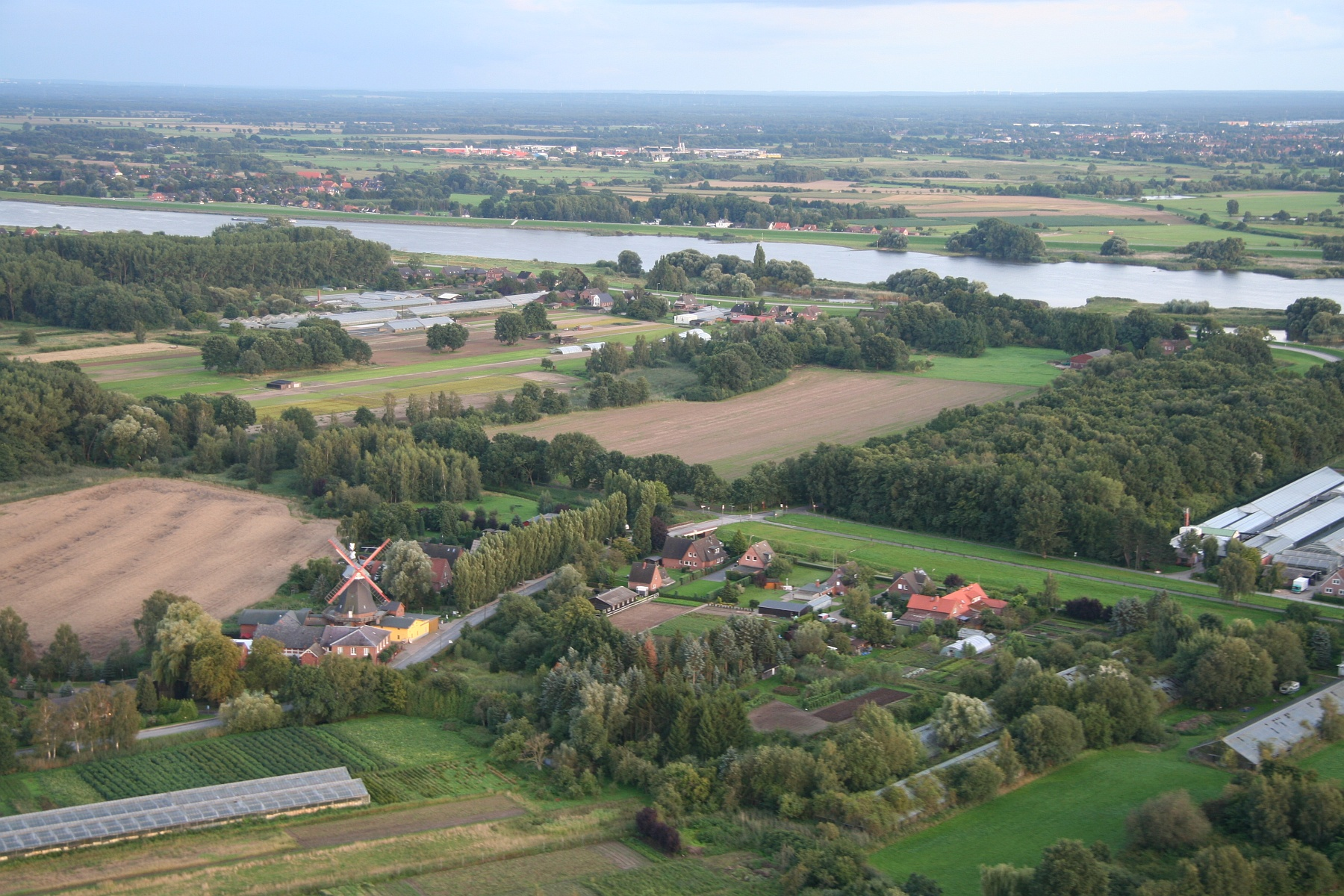
Luchtfoto Kirchwerder met Elbe

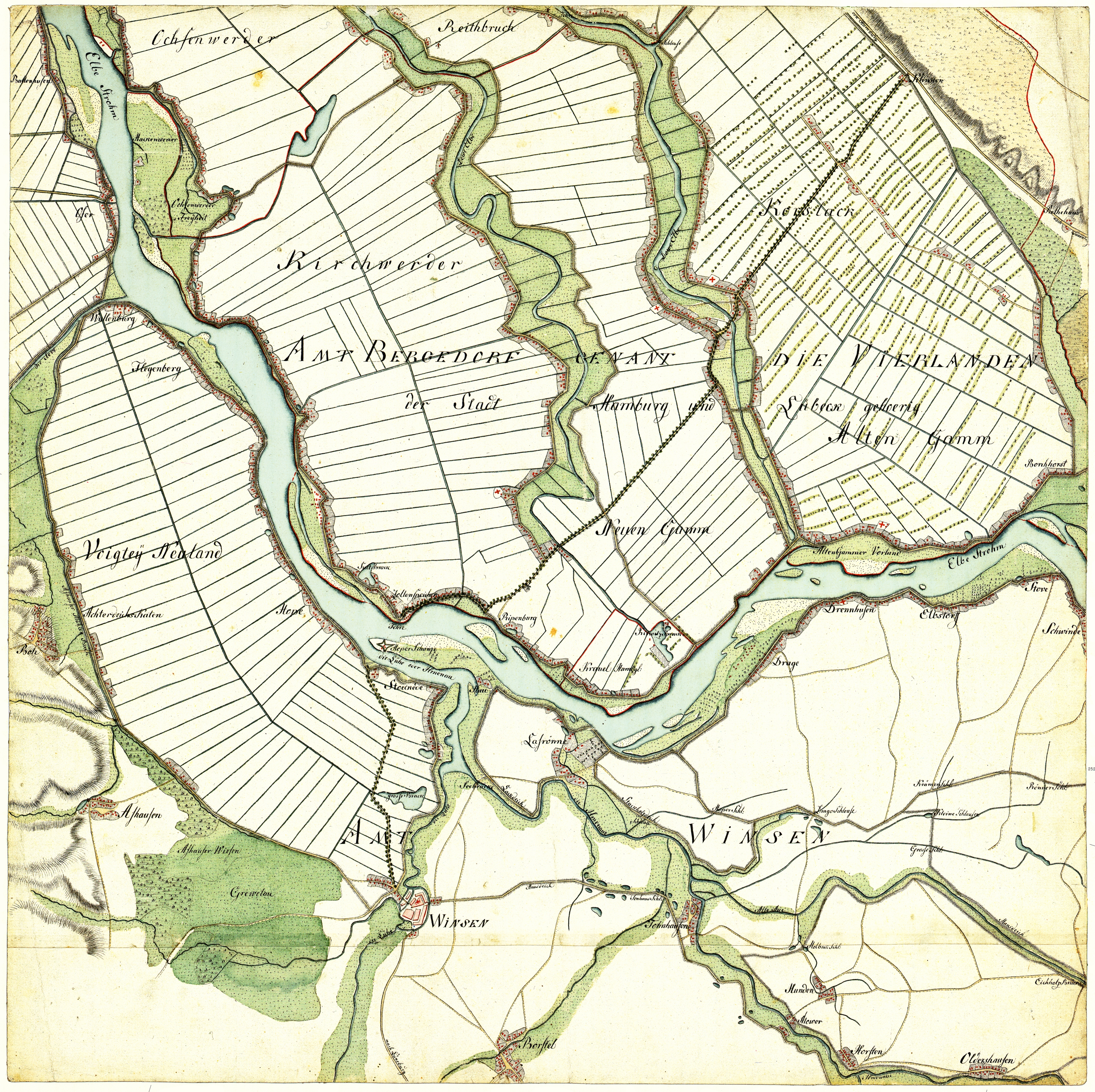
Plan van de Vierlande met Kirchwerder rond 1790

Kirchwerder is een stadsdeel van de stad Hamburg in Duitsland en ligt in het district Bergedorf. Het maakt deel uit van het gebied van de Vierlande in de Elbmarschen. Hoewel het op de noordoever van de Elbe ligt, bevat het toch het meest zuidelijk gelegen punt van de stad.

## Geschiedenis
Het oorspronkelijke dorp heette Remerswerder. In 1217 vermeldt een oorkonde het gebied als Insula Kercwerdere (riviereiland met kerk) wat tot de huidige naam leidde. Van de oorspronkelijke kerk zijn de grondvesten nog aanwezig waarop de huidige St-Severinikerk is opgericht.
Het gebied was een van de eerste die ingedijkt werden. Dat blijkt ook uit het bestaan van de toenmalige veerdienst over de Elbe, die nu nog bestaat: de Zollenspieker Fähre Kirchwerder - Hoopte, gem. Winsen v.v..
Vanaf 1420 hadden Hamburg en Lübeck het gemeenschappelijk beheer over het gebied. Bij het einde van het "tweestedelijk" beheer, kwam het in 1868 onder Hamburgs bestuur.

## Economie en infrastructuur
Groententeelt is nog steeds de voornaamste activiteit.
Er blijft nog steeds een belangrijk overstromingsrisico.
Van 1912 tot 1953 waren er smalspoorverbindingen van kopstation Zollenspieker naar respectievelijk Hamburg, Bergedorf en Geesthacht.

## Bezienswaardigheden

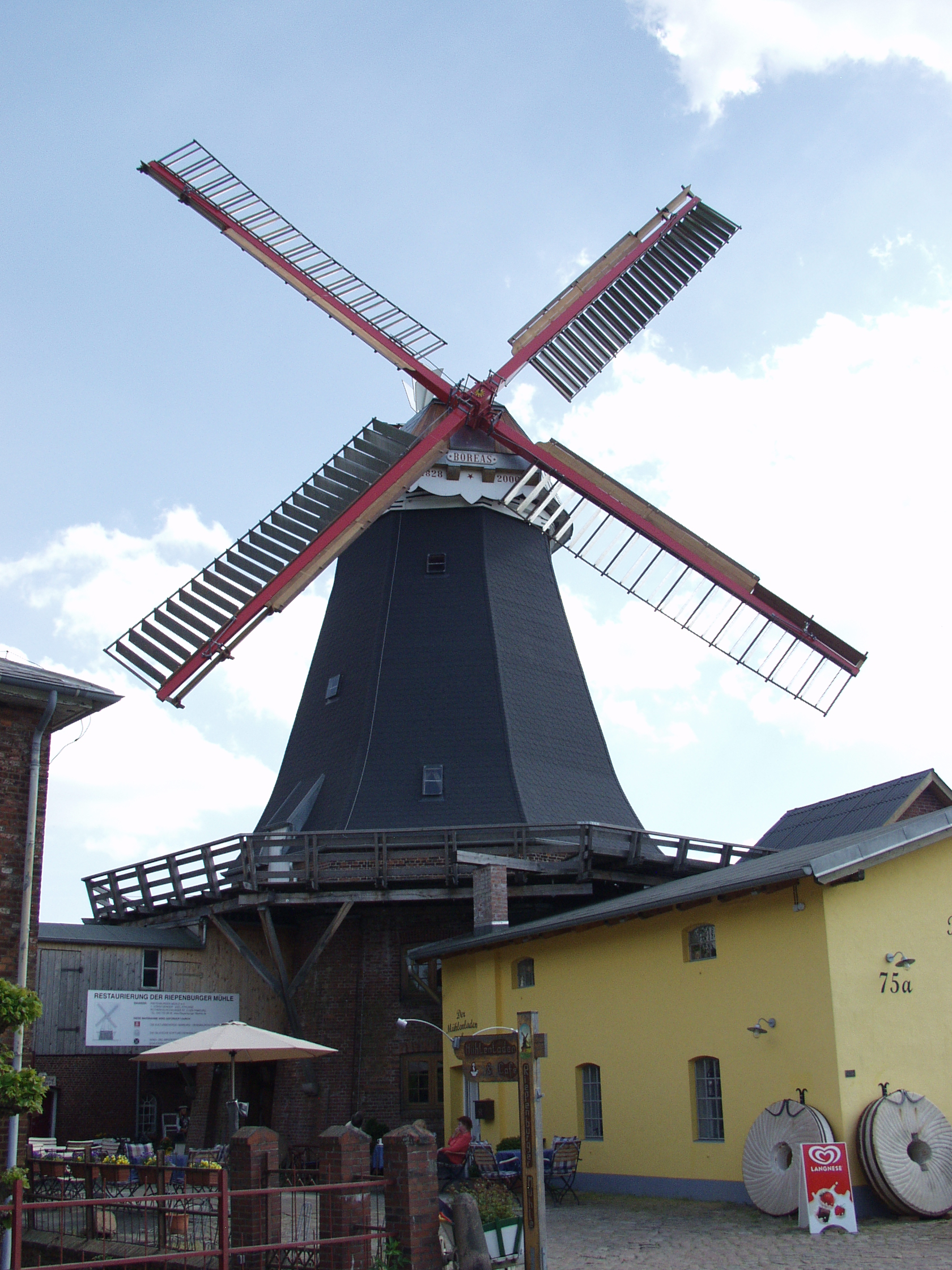
Riepenburger molen
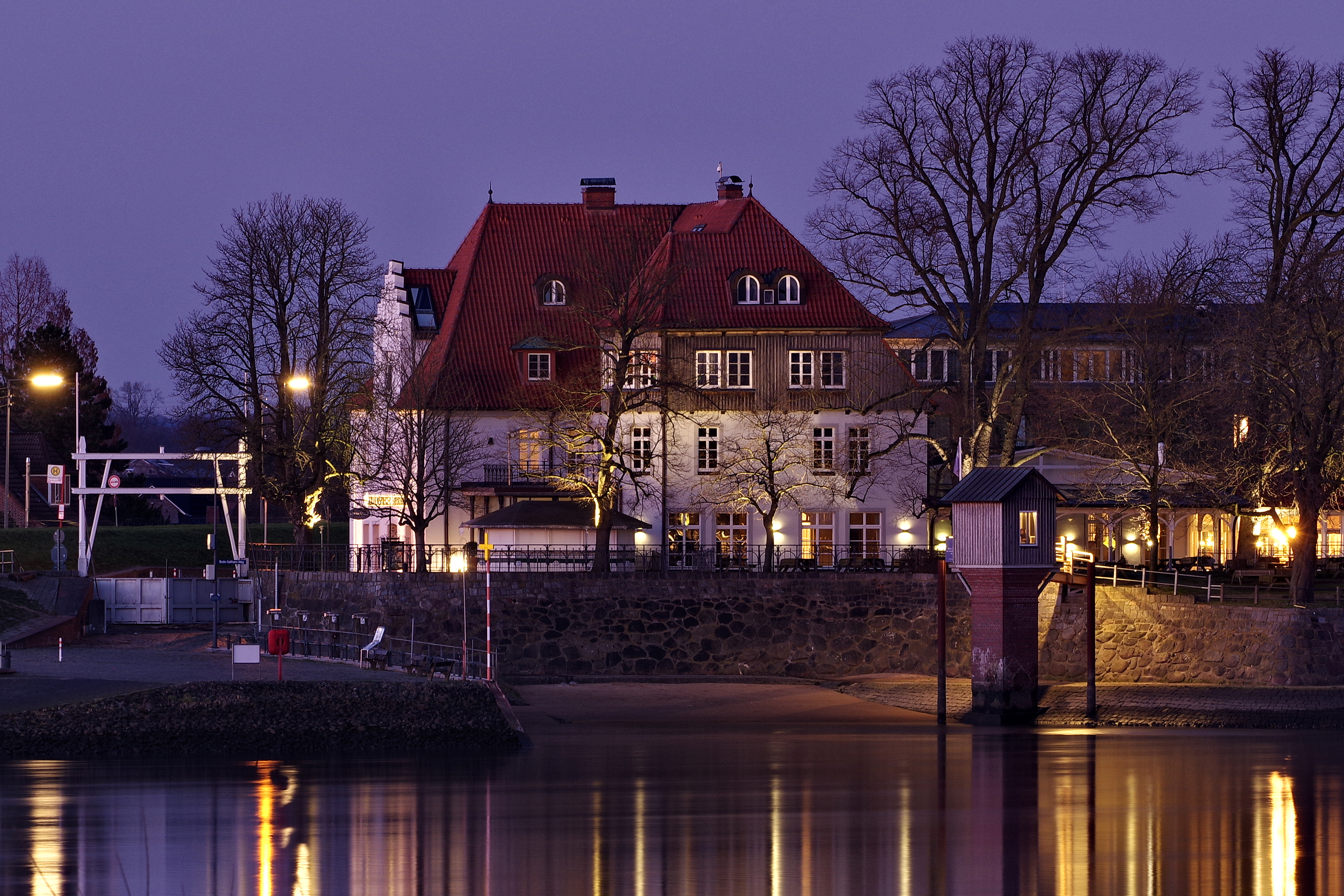
Veerhuis Zollenspieker, foto genomen aan de Winsener kant van de Elbe

- Natuurgebied "Kirchwerder Wiesen", met zijn 860 ha het grootste van Hamburg
- Natuurgebied "Zollenspieker"
- St-Severinikerk
- Riepenburger Mühle uit 1828 die nog steeds werkt
- Zollenspieker, het gehucht aan de veerdienst. Het voormalig veerhuis en magazijn ("Speicher") is nu een bekend doel voor uitstapjes, ook voor motorrijders.
- Het "kleinste restaurant ter wereld": tafeltje twee stoelen en een kroonluchter in een houten constructie op een paal.